# Финч-Хэттон, Мюррей, 12-й граф Уинчилси
Мюррей Эдвард Гордон Финч-Хэттон, 12-й граф Уинчилси, 7-й граф Ноттингем (англ. Murray Edward Gordon Finch-Hatton, 12th Earl of Winchilsea and 7th Earl of Nottingham; 28 марта 1851 — 7 сентября 1898) — британский пэр, консервативный политик и агроном. Он был известен как Достопочтенный Мюррей Финч-Хэттон с 1851 по 1887 год.
Титулы: 12-й граф Уинчилси (Пэрство Англии), 7-й граф Ноттингем (Пэрство Англии), 12-й виконт Мейдстон (Пэрство Англии), 7-й барон Финч из Давентри в графстве Нортгемптоншир (Пэрство Англии), 13-й баронет Финч из Иствуэлла в графстве Кент (Баронетство Англии) и 7-й баронет Финч (Баронетство Англии).

## Происхождение

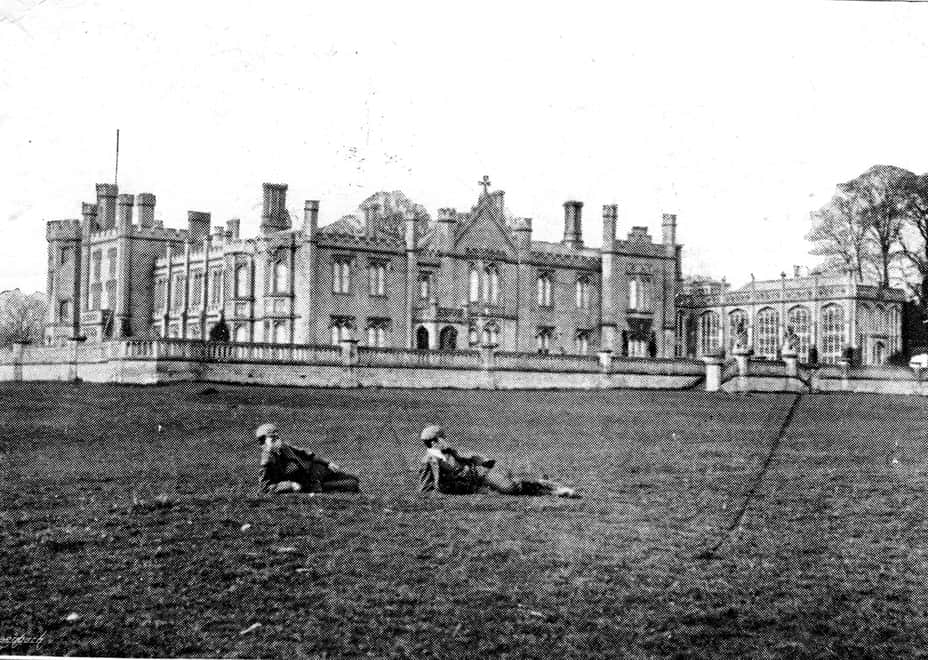
Хаверхольм-Приори, Эверби, Линкольншир.

Родился 28 марта 1851 года. Старший сын Джорджа Финч-Хаттона, 10-го графа Уинчилси и 5-го графа Ноттингема (1791—1858), и его третьей жены Фанни Маргаретты Райс (1820—1909), дочери Эдварда Ройда Райса и Элизабет Остин. Он получил образование в Итонском колледже и в Баллиол-колледже Оксфордского университета.
Бабушкой Мюррея по отцовской линии была леди Элизабет Мюррей. Когда его отец, 10-й граф Уинчилси, умер, он оставил поместье Хаверхольи-Приори своему второму сыну. Унаследованное поместье приносило около £7000 в год.

## Карьера

### Политик
Он безуспешно баллотировался в Палату общин от Ньюарка в 1880 году, но был избран в парламент от Южного Линкольншира на дополнительных выборах 1884 года, место, которое он занимал до 1885 года, когда избирательный округ был упразднен. Затем он представлял Сполдинг в Палате общин в 1885—1887 годах, когда он сменил своего старшего сводного брата в двух графствах и вошел в Палату лордов.

### Агроном

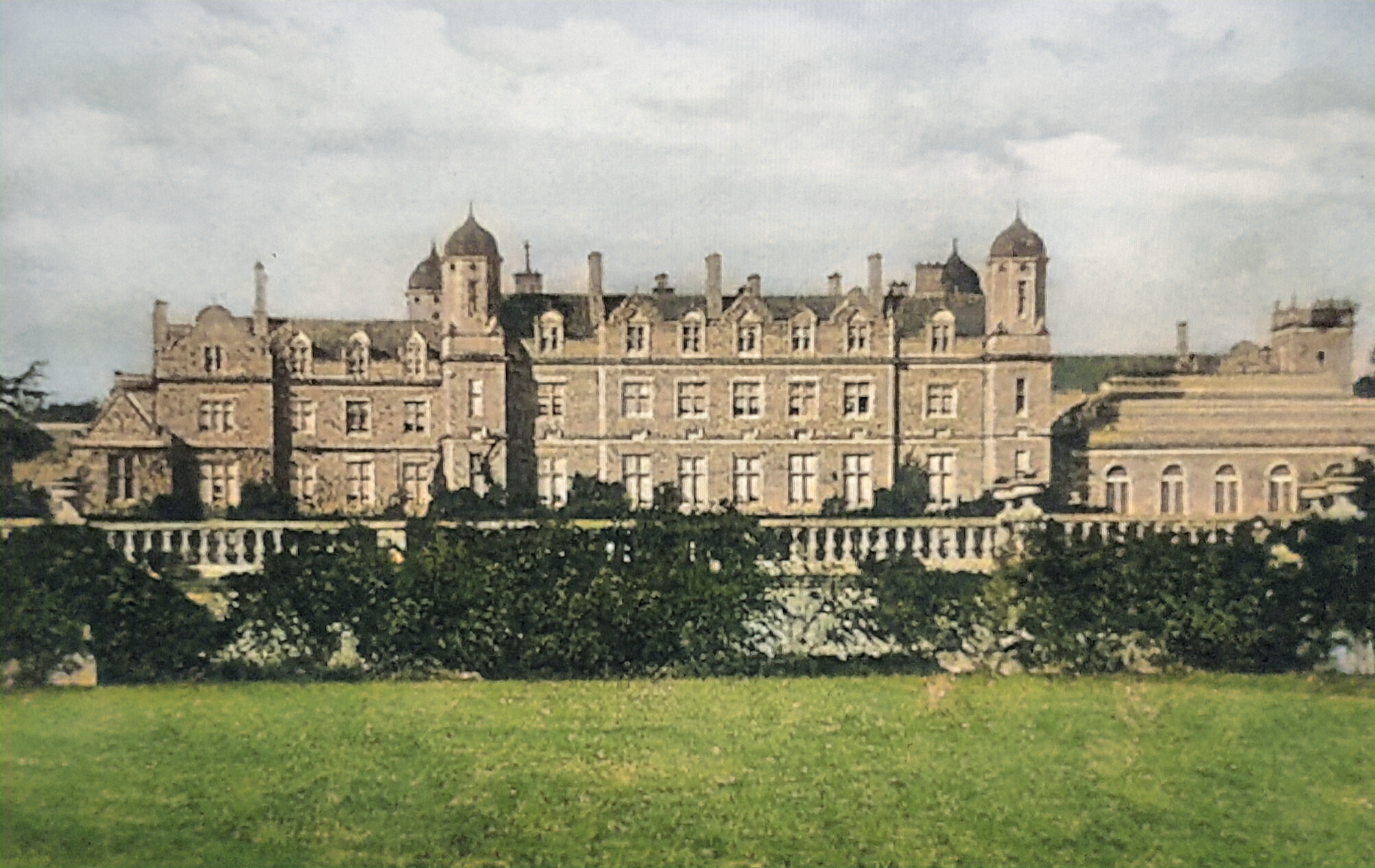
Иствуэлл-Парк в графстве Кент, который принадлежал графам Уинчилси более трех столетий.

Его особенно интересовали вопросы сельского хозяйства, где он стремился улучшить условия труда сельскохозяйственных рабочих.
Из-за сельскохозяйственной депрессии и огромного унаследованного долга от своего сводного брата 11-го графа Уинчилси, Мюррей Финч-Хэттон был вынужден продать родовое поместье Иствуэлл-Парк за 250 000 фунтов стерлингов (что эквивалентно 26 миллионам фунтов стерлингов) 2-му барону Джерарду из Гарсвуд-холла в 1894 году. Он стал признанным главой движения, которое последовало за Сельскохозяйственным конгрессом 1892 года и привело в 1894 году к образованию Национального сельскохозяйственного союза. Он был нацелен на тщательную организацию сельскохозяйственных интересов, представленных как землевладельцами, так и арендаторами и рабочими. Его программа включала:
- снижение местного налогообложения сельскохозяйственной собственности
- отмена льготных железнодорожных тарифов на британскую продукцию
- пенсии по старости для работающих мужчин
- поправка к закону о фальсификации продуктов питания и Закону о товарных знаках
- поправка к Закону о сельскохозяйственных угодьях
- увеличенные возможности, позволяющие рабочим приобретать небольшие земельные участки[4].

К моменту его смерти в 1898 году большинство этих целей были достигнуты, включая снижение железнодорожных сборов за счет оптовых поставок. С этой целью в начале 1896 года он основал British Produce Supply Association Limited с капиталом в 50 000 фунтов стерлингов, которая открыла обширные магазины для продажи и распространения британской продукции под брендом Cable . Cable было названием еженедельной газеты, официального органа Национального сельскохозяйственного союза. Для взаимной поддержки и объединения были сформированы ассоциации агрономов графств.
В 1904 году, через шесть лет после его смерти, в его родном графстве Линкольншир был образован Национальный союз фермеров (в то время Союз фермеров Линкольншира).

### Детский рыцарский орден
В 1893 году вместе со своей женой, графиней, он основал Детский рыцарский орден в память об их единственном сыне, Джордже Эдварде Генри, виконте Мейдстоне («Мейди»), который умер годом ранее в возрасте девяти лет. Перед смертью ребенок обсуждал с отцом идею учреждения ордена.

## Личная жизнь

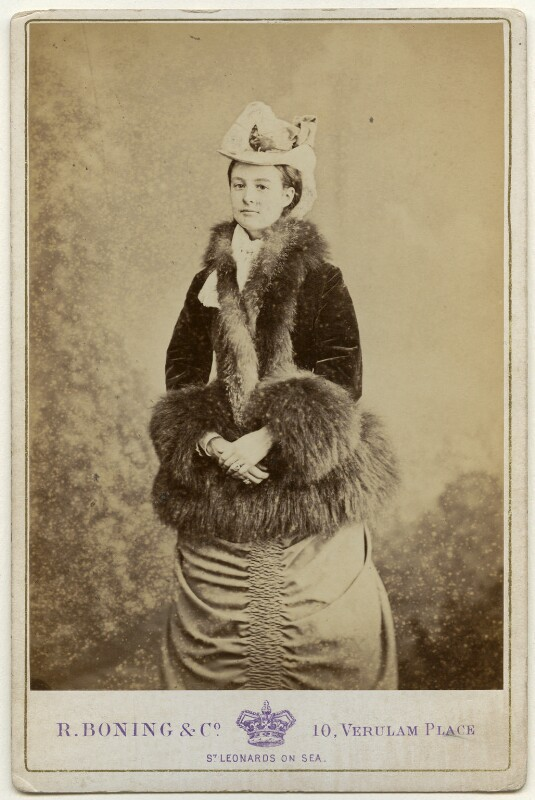
Эдит Харкорт, графиня Уинчилси, супруга 12-го графа Уинчилси

27 октября 1875 года Мюррей Финч-Хэтон женился на Эдит Харкорт (? — 6 января 1944), дочери Эдварда Уильяма Харкорта и леди Сьюзан Харриет Холройд, дочери 2-го графа Шеффилда и леди Харриет Ласселлес. Дядей Эдит был сэр Уильям Харкорт, а её тетя Сесилия Харкорт вышла замуж за дядю своего мужа сэра Эдварда Райса. У супругов было двое детей:
- Джордж Эдвард Генри Финч-Хаттон, виконт Мейдстон (3 сентября 1883 — 8 марта 1892), умер в возрасте девяти лет.
- Леди Мюриэль Финч-Хэттон (19 августа 1876 — 16 июня 1938), вышедшая замуж за сэра Ричарда Артура Сёртиса Пэджета, 2-го баронета (1869—1955).

Загородная резиденция Финча-Хэттона находилась в Хаверхолм-Приори, Линкольншир, просторный дом с башнями и зубчатыми стенами, лестница была украшена орнаментами в виде вьюрков и грифонов, которые создавали внушительные навершия, стены были увешаны гобеленами и доспехами из Кирби-холла, а также аллегорическими картинами, написанными его двоюродной бабушкой леди Гордон, которая была ученицей Гейнсборо. В редко используемой столовой висели настоящие семейные картины Гейнсборо .
Лорд Уинчилси скончался в сентябре 1898 года в возрасте 47 лет. Мюррею наследовал его младший брат, Генри Финч-Хэттон, 13-й граф Уинчилси. Его состояние оценивалось в 106 403 фунта стерлингов (что эквивалентно современным 12 миллионам фунтов стерлингов).

## Автомобилист
Лорд Уинчилси также был большим любителем автомобилей и сыграл ведущую роль в самом первом автопробеге из Лондона в Брайтон 14 ноября 1896 года, символически разорвав красный флаг надвое в знак начала мероприятия и председательствуя на ужине, который состоялся в Брайтоне по его завершении.